# دزدمونا ماتسا
دِزْدِمونا ماتسا (ایتالیایی: Desdemona Mazza) بازیگر فیلم‌های صامت اهل ایتالیا بود.
از فیلم‌هایی که وی در آن‌ها نقش داشته است، می‌توان به ناهید اشاره نمود.